# Тур Словакии 2024
68-й выпуск Тура Словакии — шоссейной многодневной велогонки по дорогам Словакии. Гонка прошла с 26 по 30 июня 2024 года в рамках Европейского тура UCI 2024. Победителем стал швейцарский велогонщик Мауро Шмид.

## Участники
В гонке заявлено участие 21 команды: 3 команды категории UCI WorldTeam, 7 UCI ProTeam и 11 UCI Continental Team команд.
| UCI WorldTeams (3)- Soudal Quick-Step - Team Jayco AlUla - Cofidis UCI ProTeams (7)- Caja Rural-Seguros RGA - Team Novo Nordisk - Lotto Dstny - Bingoal WB - Corratec-Vini Fantini - Polti Kometa - Q36.5 Pro Cycling Team UCI Continental Teams (11)- Petrolike - Volkerwessels Cycling Team - Dukla Banská Bystrica - ATT Investments - Arkéa-B&B Hôtels Continentale - Pierre Baguette Cycling - Adria Mobil - Elkov-Kasper - Ara-Skip Capital - Hrinkow Advarics - Biesse-Carrera |
| |

## Маршрут
Соревнование начнётся с командной гонки с раздельным стартом на дистанции 28,8 км. Старт и финиш будут находиться в Дунайской Стреде, где и будут определены первые лидеры. Следующие этапы — Нитра — Хлоховец (192 км) и Пьештаны — Дубница-над-Вахом (161,2 км) — больше подходят для спринтеров. Четвёртая часть тура пройдёт от Партизанске до Ружомберока и предложит участникам преодолеть семь категорийных восхождений на дистанции 183,5 километра. Среди них будет спринтерский участок, который повторится дважды перед финишем. Решающим для генеральной классификации станет последний день, который завершится подъёмом на Штрбске-Плесо (дистанция 142,3 км) после старта из Липтовского Микулаша. В общей сложности этот подъём будет преодолён три раза.
| Этап | Дата   | Маршрут                           | type               | Длина (км) | Победитель         | Лидер генеральной классификации |
| ---- | ------ | --------------------------------- | ------------------ | ---------- | ------------------ | ------------------------------- |
| 1    | 26 июн | Дунайска-Стреда – Дунайска-Стреда | командная разделка | 28,8       | Team Jayco AlUla   | Макс Вальшайд                   |
| 2    | 27 июн | Нитра – Глоговец                  | холмистый          | 192        | Андерс Фольдагер   | Андерс Фольдагер                |
| 3    | 28 июн | Пьештяни – Дубница-над-Вагом      | холмистый          | 161,2      | Жюлиан Алафилипп   | Андерс Фольдагер                |
| 4    | 29 июн | Партизанске – Ружомберок          | горный             | 183,5      | Йоханнес Адамиец   | Мауро Шмид                      |
| 5    | 30 июн | Липтовски-Микулаш – Štrbské Pleso | горный             | 145        | Феликс Энгельгардт | Мауро Шмид                      |

## Ход гонки
На первом этапе самой быстрой командой стала Jayco AlUla. Второе место у команды Soudal-QuickStep с отставанием в 25 секунд, третье место, с 36 секундами отставания у Q36. 5 Pro Cycling. Первым на финише победившей команды стал Макс Вальшайд, который, таким образом, является первым лидером в общем зачете, опередив своих товарищей Мауро Шмида и Андерса Фолдагера.
Второй этап прошёл под лидерством отрыва дня в составе Йенте Клавера (VolkerWessels Cycling Team), Дмитрия Пейскенса (Bingoal WB), и Мэтью Шточека (ATT Investments). Именно они и разыгрывали очки на промежуточных финишах. В пелотоне наблюдались проколы и падения, которого не избежал и Питер Саган, но он смог вернуться в гонку. Трио беглецов пелотон настиг ближе к финишу, а за 10 километров до конца также произошёл завал. На финишном подъёме атаку начал Люк Кубиш, но Андрес Фолдагер перехватил инициативу и стал первым на этапе.

## Лидеры классификаций
| Этап |                    | Победитель _       | Генеральная классификация _ |
| ---- | ------------------ | ------------------ | --------------------------- |
| 1    | командная разделка | Team Jayco AlUla   | Макс Вальшайд               |
| 2    | холмистый          | Андерс Фольдагер   | Андерс Фольдагер            |
| 3    | холмистый          | Жюлиан Алафилипп   | Андерс Фольдагер            |
| 4    | горный             | Йоханнес Адамиец   | Мауро Шмид                  |
| 5    | горный             | Феликс Энгельгардт | Мауро Шмид                  |
| Итог | Итог               |                    | Мауро Шмид                  |

## Итоговые классификации
| \| Генеральная классификация \| Генеральная классификация \| Генеральная классификация \| Генеральная классификация \| Генеральная классификация \| \| Гонщик \| Гонщик \| Команда \| Время \| \| \| ------------------------- \| ------------------------- \| ------------------------- \| ------------------------- \| ------------------------- \| \| 1-й \| Мауро Шмид \| Team Jayco AlUla \| 16ч 36' 03 \| \| \| 2-й \| Жюлиан Алафилипп \| Soudal Quick-Step \| + 7 \| \| \| 3-й \| Феликс Энгельгардт \| Team Jayco AlUla \| + 28 \| \| |                    |                   |            |
| |                    |                   |            |
| Источник: ProCyclingStats |                    |                   |            |
| Генеральная классификация |                    |                   |            |
| Гонщик | Гонщик             | Команда           | Время      |
| 1-й | Мауро Шмид         | Team Jayco AlUla  | 16ч 36' 03 |
| 2-й | Жюлиан Алафилипп   | Soudal Quick-Step | + 7        |
| 3-й | Феликс Энгельгардт | Team Jayco AlUla  | + 28       |

| Очковая классификация | Очковая классификация | Очковая классификация | Очковая классификация | Очковая классификация |
| Гонщик                | Гонщик                | Команда               | Очки                  |                       |
| --------------------- | --------------------- | --------------------- | --------------------- | --------------------- |
| 1-й                   | Жюлиан Алафилипп      | Soudal Quick-Step     | 42 очков              |                       |
| 2-й                   | Дженно Беркмоэс       | Lotto Dstny           | 39 очков              |                       |
| 3-й                   | Андерс Фольдагер      | Team Jayco AlUla      | 26 очков              |                       |

| Очковая классификация | Очковая классификация | Очковая классификация | Очковая классификация | Очковая классификация |
| Гонщик                | Гонщик                | Команда               | Очки                  |                       |
| --------------------- | --------------------- | --------------------- | --------------------- | --------------------- |
| 1-й                   | Жюлиан Алафилипп      | Soudal Quick-Step     | 42 очков              |                       |
| 2-й                   | Дженно Беркмоэс       | Lotto Dstny           | 39 очков              |                       |
| 3-й                   | Андерс Фольдагер      | Team Jayco AlUla      | 26 очков              |                       |

| Горная классификация | Горная классификация | Горная классификация       | Горная классификация | Горная классификация |
| Гонщик               | Гонщик               | Команда                    | Очки                 |                      |
| -------------------- | -------------------- | -------------------------- | -------------------- | -------------------- |
| 1-й                  | Kyrylo Tsarenko      | Team Corratec-Vini Fantini | 54 очков             |                      |
| 2-й                  | Матуш Шточек         | ATT Investments            | 35 очков             |                      |
| 3-й                  | Йоханнес Адамиец     | Lotto Dstny                | 34 очков             |                      |

| Горная классификация | Горная классификация | Горная классификация       | Горная классификация | Горная классификация |
| Гонщик               | Гонщик               | Команда                    | Очки                 |                      |
| -------------------- | -------------------- | -------------------------- | -------------------- | -------------------- |
| 1-й                  | Kyrylo Tsarenko      | Team Corratec-Vini Fantini | 54 очков             |                      |
| 2-й                  | Матуш Шточек         | ATT Investments            | 35 очков             |                      |
| 3-й                  | Йоханнес Адамиец     | Lotto Dstny                | 34 очков             |                      |

| Молодёжная классификация | Молодёжная классификация | Молодёжная классификация      | Молодёжная классификация | Молодёжная классификация |
| Гонщик                   | Гонщик                   | Команда                       | Время                    |                          |
| ------------------------ | ------------------------ | ----------------------------- | ------------------------ | ------------------------ |
| 1-й                      | Жил Гелдерс              | Soudal Quick-Step             | 16ч 37' 43               |                          |
| 2-й                      | Embret Svestad-Bårdseng  | Arkéa-B&B Hôtels Continentale | + 48                     |                          |
| 3-й                      | Пепейн Рейндеринк        | Soudal Quick-Step             | + 2' 25                  |                          |

| Молодёжная классификация | Молодёжная классификация | Молодёжная классификация      | Молодёжная классификация | Молодёжная классификация |
| Гонщик                   | Гонщик                   | Команда                       | Время                    |                          |
| ------------------------ | ------------------------ | ----------------------------- | ------------------------ | ------------------------ |
| 1-й                      | Жил Гелдерс              | Soudal Quick-Step             | 16ч 37' 43               |                          |
| 2-й                      | Embret Svestad-Bårdseng  | Arkéa-B&B Hôtels Continentale | + 48                     |                          |
| 3-й                      | Пепейн Рейндеринк        | Soudal Quick-Step             | + 2' 25                  |                          |

| Командная классификация по времени | Командная классификация по времени | Командная классификация по времени | Командная классификация по времени |
| Команда                            | Команда                            | Время                              |                                    |
| ---------------------------------- | ---------------------------------- | ---------------------------------- | ---------------------------------- |
| 1-й                                | Team Jayco AlUla                   | 48ч 46' 34                         |                                    |
| 2-й                                | Lotto Dstny                        | + 2' 21                            |                                    |
| 3-й                                | Polti Kometa                       | + 2' 31                            |                                    |

| Командная классификация по времени | Командная классификация по времени | Командная классификация по времени | Командная классификация по времени |
| Команда                            | Команда                            | Время                              |                                    |
| ---------------------------------- | ---------------------------------- | ---------------------------------- | ---------------------------------- |
| 1-й                                | Team Jayco AlUla                   | 48ч 46' 34                         |                                    |
| 2-й                                | Lotto Dstny                        | + 2' 21                            |                                    |
| 3-й                                | Polti Kometa                       | + 2' 31                            |                                    |